# Vezír (muszlim méltóság)

Az Oszmán Birodalom nagyvezíreinek jelvénye

A vezír (arab és perzsa írással: وزير, vazír) magas rangú politikai vezető, miniszter a muszlim kormányzatokban. Bár először a 8. század végén jelent meg a tisztség az Abbászida kalifák udvarában, és csak a 9. század során érte el hatalmának teljességét, visszamenőlegesen is szokás alkalmazni a szót a hasonló jogkört betöltő politikusokra, például az ókori Egyiptomra vonatkozóan. A vezíri tisztség a muszlim világban általános volt, így az Oszmán Birodalomban is, ahol a 20. század elejére afféle miniszterelnöki pozíciót jelölt. Mára a szó arab és perzsa nyelvterületen a modern miniszteri funkció megjelölésére szolgál.

## Etimológia
Az egyik magyarázat szerint az elnevezés a Koránban fordul elő első alkalommal: „Adtuk hajdan Mózesnek az írást és mellé rendeltük segítőnek (vazír) Áront, az ő fivérét”, ahol a „segítő”, azaz vazír  megnevezés a korai arab költészetben is több helyen fellelhető. Számos kutató közép-perzsa eredetre  vezeti vissza a szó etimológiáját (vicir: „jogi dokumentum” vagy „határozat”, az  avesztai vichira, azaz döntőbíró szóból). Lehetséges az is, hogy etimológiailag a latin vicariusszal közös eredetű indoeurópai szó. Érdekesség, hogy a magyar "vezér" szó a finnugor eredetű "vezet" igéből származik, így a "vezír" szóval való formai és tartalmi hasonlóság nem jelent etimológiai kapcsolatot.

## Oszmán Birodalom

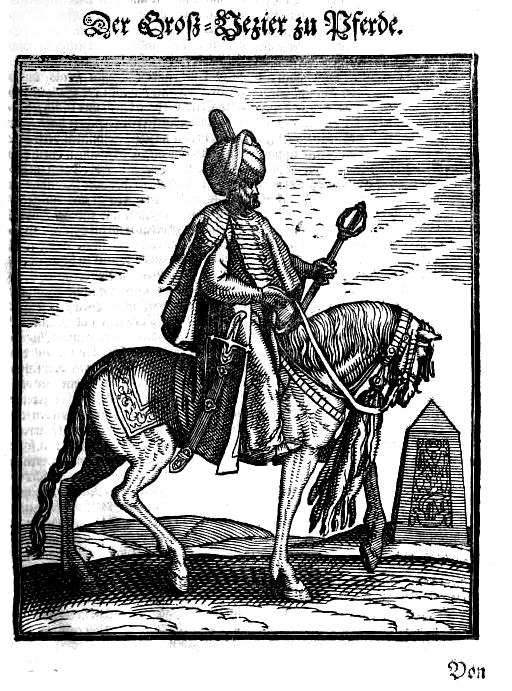
Török vezír lovon

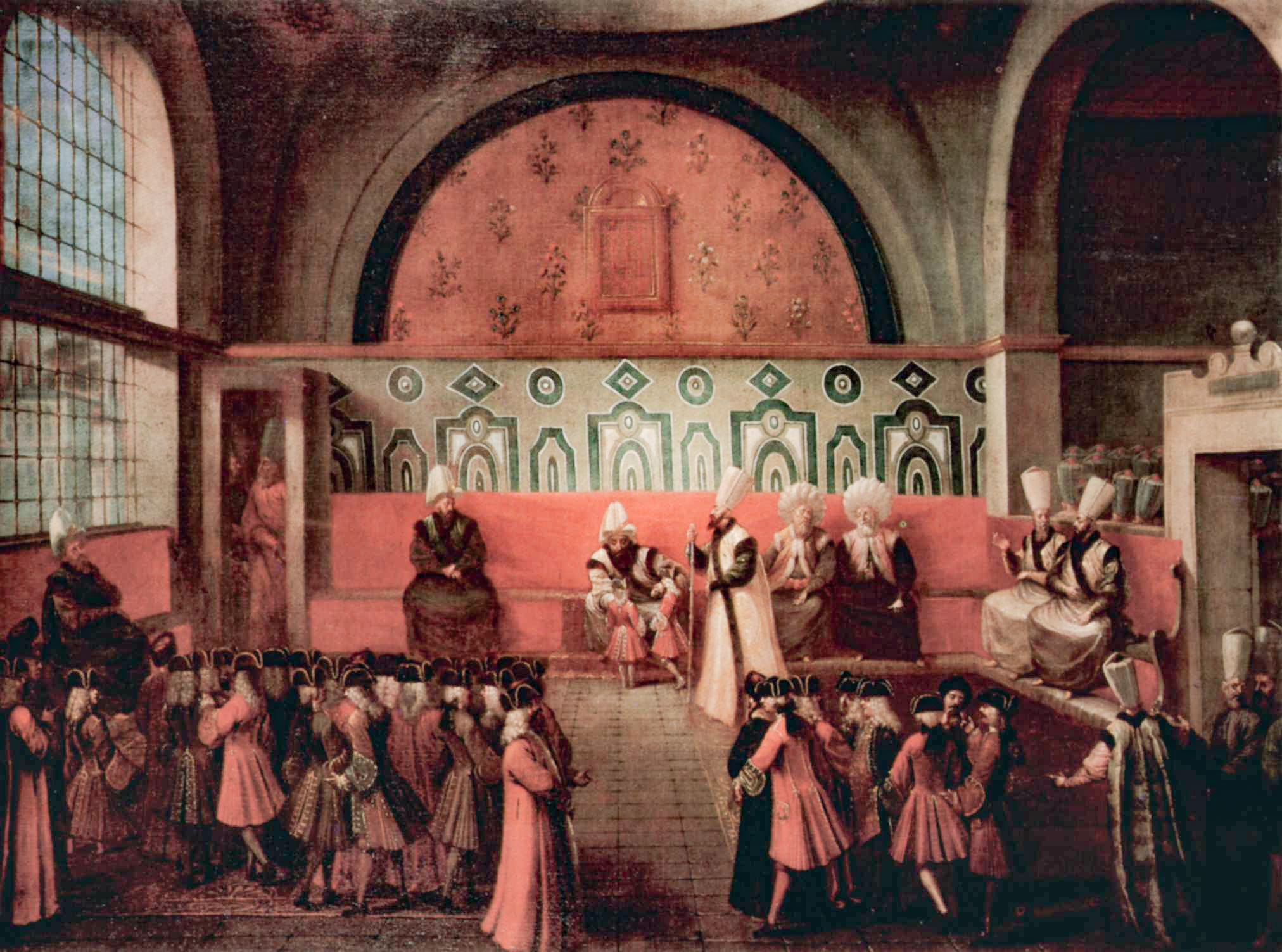
Ibrahim pasa nagyvezír a francia nagykövetet fogadja 1724. október 10-én a Topkapı palotában

Az Oszmán Birodalomban a szultán fő tanácsadó testületének, a divánnak a tagjai voltak a vezírek. A legfontosabb közülük  a nagyvezír, akinek kancelláriája volt a Magas Porta.

### A nagyvezír
A nagyvezír (törökül: vezir-i azam; bas-vekil; sadrazam perzsául: وزير) Abbász leszármazottai óta  magas rangú vallási és politikai tanácsadót jelentett (a király vagy szultán mellett) az arab kalifátusban, később az Oszmán Birodalomban is. Az Oszmán Birodalomban a nagyvezír miniszterelnöki pozíciót is jelentett, a szultán után a második rangú személyiség volt. Szerdárként a hadsereg főparancsnoka volt. Feladatai közé tartozott a díván vezetése is, saját tanácsadó testülete a galbadíván volt. A szultán nevében ő adta ki az uralkodói fermánokat (parancs). Három miniszter tartozott a felügyelete alá, a külügyminiszter reisz-efendi, az igazságügyi és rendőri ügyeket vezető csausz-basi és a belügyekkel foglalkozó államtitkár, a kiaja-bég. Hadjáratok idején a fővárosban a kajmakám helyettesítette.
A muszlim országokban a sikertelen nagyvezírek sorsa gyakran a halálbüntetés volt. Például I. Szelim szultán hét nagyvezírt végeztetett ki selyemzsinórral nyolcéves uralma alatt. A nagyvezíri tisztség 1922-ben megszűnt.

### Vezírek
Eleinte egyetlen vezír volt (a későbbi nagyvezír), majd a 15. századtól a feladatok gyarapodásával újabb vezíreket neveztek ki. I. Szulejmán (uralk. 1520–1566) idején a szultáni tanácsban (díván) ülő négy vezírt a kupola vezírjeinek nevezték. Számuk később csökkent, III. Ahmed (uralk. 1703–1730) idején a tisztséget eltörölték. Az ún. belső vezíreken kívül a négy fő vilajet (Egyiptom, Bagdad, Rumélia, Anatólia) vezetőjét is vezírnek hívták (külső vezírek), később az összes háromlófarkas pasa megkapta a címet. Fermánnal nevezték ki őket, és évi 100 000 akcse feletti jövedelmet biztosító szolgálati hász-birtokot kaptak.

## Kapcsolódó szócikk

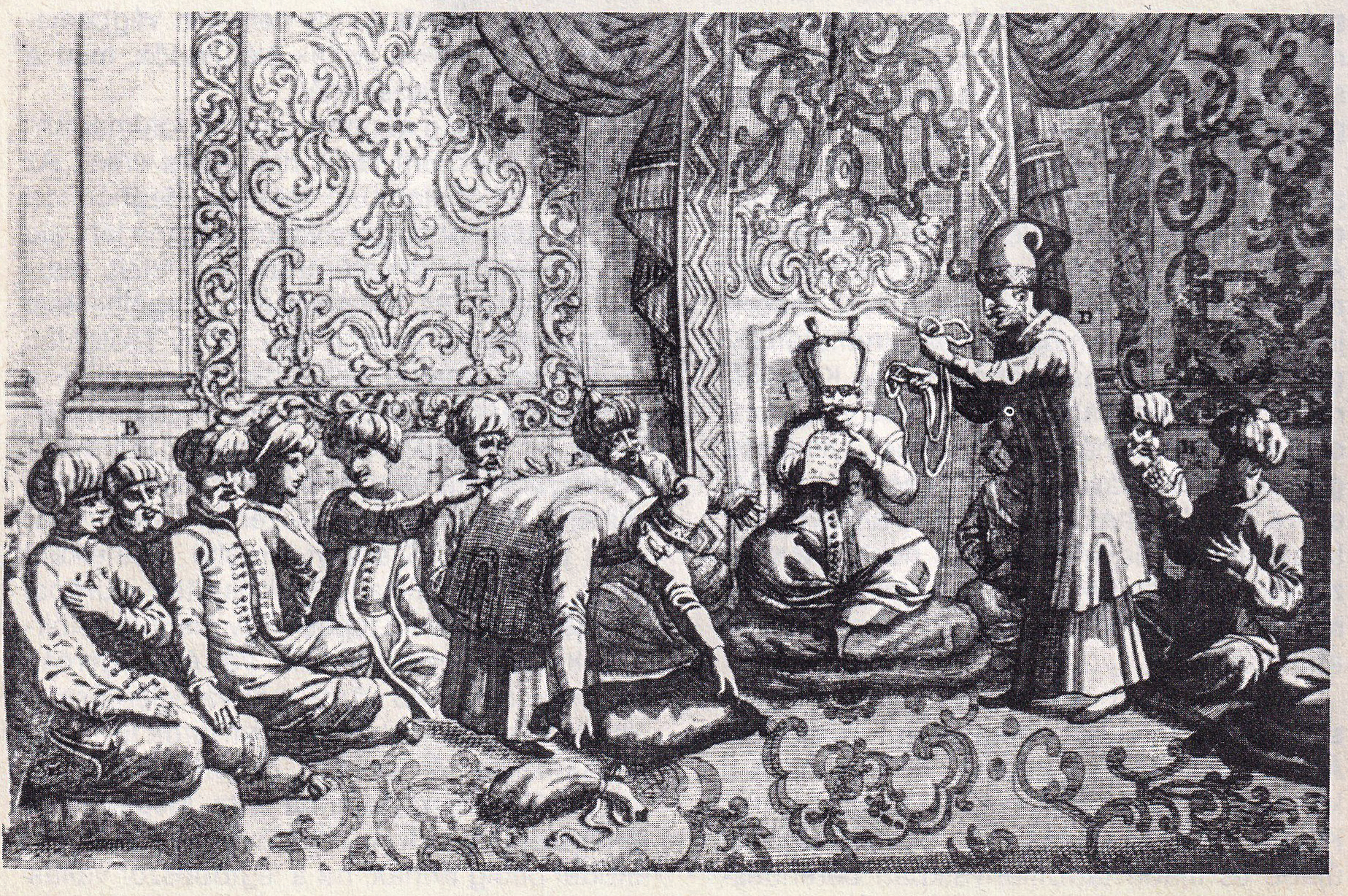
Nagyvezír kivégzése. A hóhér készíti a selyemzsinórt, amíg ő olvassa a saját halálos ítéletét

- Szultáni szeráj